# Процесуальні докази
Процесуа́льні до́кази (докази в процесуальному праві) — будь-які фактичні дані, отримані у процесуально передбаченому порядку, на підставі яких встановлюється наявність чи відсутність фактів та обставин, що мають значення для вирішення судової справи.
Доказове право (або теорія доказів) є інститутом процесуального права, що вивчає поняття і зміст доказів і процесу доказування, джерела доказів, застосування науково-технічних засобів у процесі доказування. Доказове право виступає методологічною основою правозастосовної діяльності органів досудового розслідування, прокуратури, суду, адвокатів.
Виходячи  з досить виважених і ємких філософських поглядів на пізнання та доказування, В. Г. Гончаренко зазначає, що процесуальні докази в кримінальному провадженні виступають як опосередковані та прямі містки, які з’єднують свідомість суб’єкта доказування з подією минулого, що досліджується, і в своїй системі створюють незаперечне знання про обставини цієї події,  яке стає підставою для обґрунтованого юридичного рішення.
Докази – це фактичні дані, отримані в передбаченому законом порядку, які відповідають вимогам належності до справи, допустимості та достовірності.

## Класифікація доказів
Розрізняють такі види доказів:
1. первинні та похідні;
2. обвинувальні й виправдувальні (у кримінально-процесуальному праві);
3. прямі й непрямі;
4. особисті, письмові та речові.

Первинні докази — факти, які встановлюються з першоджерела, наприклад, з показань свідка-очевидця, тексту документа-оригінала, під час огляду місця події тощо.
Похідні докази — факти, які встановлюються шляхом відтворення, копіювання, моделювання первинних доказів, наприклад, з показань свідка, що переказує розмову зі свідком-очевидцем, ксерокопії документа-оригінала, зліпка сліду взуття на місці події тощо.
Обвинувальні докази вказують на те, що злочин було вчинено саме ціє́ю особою, а також на наявність обставин, що обтяжують відповідальність.
Виправдувальні докази свідчать про те, що немає самої події злочину, що певна особа до неї не причетна, або пом'якшують відповідальність особи.
Прямі докази безпосередньо вказують на обставини, що підлягають доказуванню, або ж на їх відсутність. Показання обвинуваченого, який визнає свою вину і пояснює, з яких мотивів, коли, де і за яких обставин він скоїв злочин, є прямими доказами.
Непрямі докази містять дані про факти, що передували, супроводжували чи слідували подіям, які встановлюються, і за сукупністю яких можна зробити висновок про те, чи мала місце певна подія. Наприклад, при розслідуванні справи про вбивство на підставі таких непрямих доказів, як приналежність обвинуваченому ножа, яким вчинено вбивство, виявлення на місці вчинення злочину слідів взуття обвинуваченого, встановлення неприязних стосунків обвинуваченого з жертвою та інших фактичних даних, слідчий, суд формулюють висновок про вчинення обвинуваченим певного злочину.
Особисті докази — відомості про факти, які в процесі юридичного доказування встановлюються від людей — свідків, потерпілих, підозрюваних, обвинувачених, підсудних, експертів, третіх осіб, представників, авторів документів.
Письмові докази — документи (у тому числі електронні документи), акти, листи, телеграми, будь-які інші письмові записи, що містять в собі відомості про обставини, які мають значення для справи.
Речо́ві докази — предмети матеріального світу, що містять інформацію про обставини, які мають значення для справи. Речовими доказами є також магнітні, електронні та інші носії інформації, що містять аудіовізуальну інформацію про обставини, що мають значення для справи. У кримінальному процесі речовими доказами є також предмети, які були знаряддям вчинення злочину, зберегли на собі сліди злочину або були об'єктом злочинних дій, гроші, цінності та інші речі, нажиті злочинним шляхом, і всі інші предмети, які можуть бути засобами для розкриття злочину і виявлення винних або для спростування обвинувачення чи пом'якшення відповідальності.
Електронні докази. З розвитком інформаційних технологій в  правовій доктрині набувають оберти щодо використання концепту електронних доказів. Про такий вид доказів йде мова в ст.  100 ЦПК України,  ст. 96 ГПК України та ст. 99 КАС України. 
Електронними доказами, відповідно до чинної ст. 100 ЦПК України, є інформація в електронній (цифровій) формі, що містить дані про обставини, що мають значення для справи, зокрема, електронні документи (в тому числі текстові документи, графічні зображення, плани, фотографії, відео- та звукозаписи тощо), веб-сайти (сторінки), текстові, мультимедійні та голосові повідомлення, метадані, бази даних та інші дані в електронній формі.
Електронні докази – інформація про обставини, що мають значення для справи, яка закріплена в електронній формі на відповідних цифрових носіях зокрема, це  електронні документи (в тому числі текстові документи, графічні зображення, плани, фотографії, відео- та звукозаписи тощо), бази даних та інші дані в електронній (цифровій) формі, які зберігаються на портативних пристроях (картах пам’яті), серверах, системах резервного копіювання, інших формах збереження даних з використанням сучасних інформаційних технологій.
Електронні докази в сучасному кримінальному судочинстві можуть включати в себе: суто документи на електронних носіях інформації (оцифровані документи); сліди злочинної діяльності зафіксовані з використанням інформаційних технологій (цифрові речові докази); фактичні результати технічного документування (штучно створені електронні носії інформації, які носять характер документування доказової діяльності). 
Системою доказів називають сукупність передбачених процесуальним законом засобів доказування (джерел доказів), необхідних для встановлення об'єктивної істини в справі.